# دوره ابتدایی

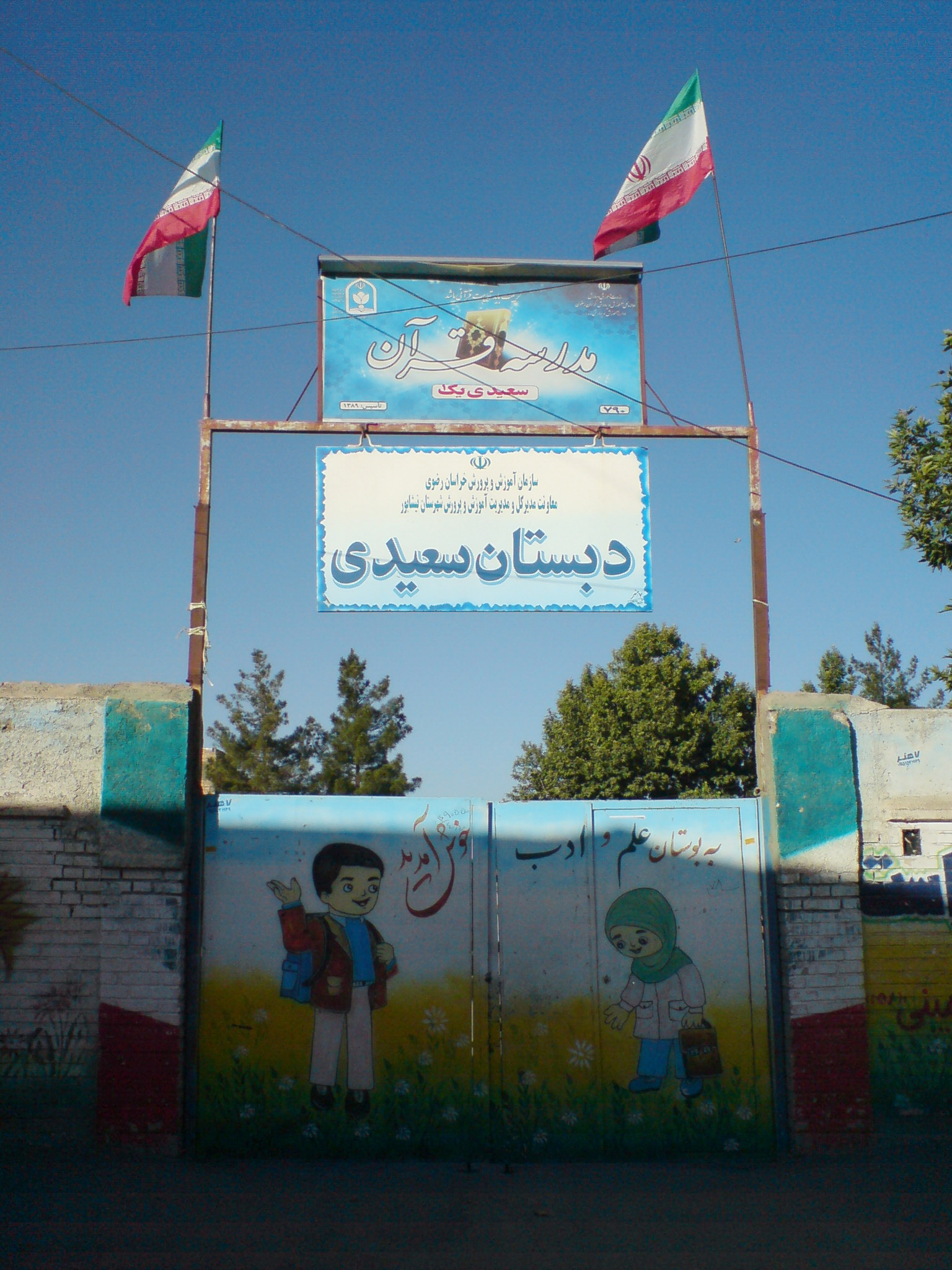
یک دبستان در ایران

دوره ابتدایی دوره آموزشی رسمی کودکان است. به مدارس آموزشی این دوره دبستان گفته می‌شود.
در حال حاضر در ایران، دوره ابتدائی یا دوران دبستان به دو دوره ۳ ساله (دورهٔ اول یعنی اول تا سوم ابتدایی و دورهٔ دوم یعنی چهارم تا ششم ابتدایی) که روی هم شش سال تحصیلی می‌باشد، تقسیم‌بندی شده است که پس از گذشت این ۶ سال در این مقطع آموزشی، دانش‌آموزان وارد دورهٔ متوسطه اول می‌شوند که به مدارس آموزشی آن نیز دبیرستان گفته می‌شود.
پس از امتحانات نهایی ششم دانش آموزان می‌توانند در آزمون تیزهوشان ثبت نام کنند و در صورت قبولی به مدارس تیزهوشان بروند
دانش آموزان دوران ابتدایی باید سن ۶ سالگی خود را کاملا تمام کرده و وارد سن ۷ سالگی شده باشند که بتوانند در کلاس اول این مقطع تحصیلی ثبت نام شوند.

## تاریخچه
دورهٔ ابتدائی به لحاظ رشد، تربیت و تکوین شخصیت کودکان دورهٔ بسیار مهمی است. این دوره را دورهٔ اطاعت، تأدیب، خلاقیت و بروز استعدادهای عمومی هم گفته‌اند. این سطح از آموزش به نام‌های تعلیمات ابتدائی، تعلیمات اجباری، آموزش همگانی و آموزش عمومی خوانده شده است.
پیش از تشکیل دبستان‌ها به سبک جدید، در خانه‌ها، مساجد و به‌ویژه مکتبخانه‌ها انجام می‌گرفته است.
فکر تأسیس مدارس از جمله مدارس ابتدائی با تأسیس وزارت علوم در سال ۱۲۷۲ ق به‌تدریج گسترش یافت. طبق قانون اساسی معارف، مصوب ۱۲۹۰ ش سن ورود به مدارس و مکاتب ابتدائی، هفت سال تعیین و تعلیمات ابتدائی برای همهٔ ایرانیان اجباری شد. به‌موجب این قانون، برنامهٔ مدارس و مکاتب از طرف وزارت معارف تعیین می‌شد.
در سال ۱۳۰۲ ش وزارت معارف، تصمیم به اصلاح مکاتب گرفت و به‌موجب آئین‌نامه‌ای که در ۲۷ بهمن ۱۳۰۳ به تصویب شورای عالی معارف رسید، تأسیس مکاتب جدید منوط به اجازهٔ وزارت معارف گردید و باید برنامهٔ مصوب این وزارتخانه در مکاتب تدریس می‌شد.
با افزایش تعداد مدارس جدید و اعزام معلمان از شهر به روستاها به‌تدریج تعداد مکتبخانه‌ها کاهش یافت. در سال تحصیلی ۱۳۳۱–۱۳۳۲، ۶۱۱ مکتبخانه با ۱۷۱۴۶۸ دانش‌آموز وجود داشت که تا سال ۱۳۴۰ به‌تدریج از تعداد آن‌ها کاسته و تا سال ۱۳۴۰ تقریباً به فراموشی سپرده شد و به‌جای آن‌ها مدارس ابتدائی در روستاها توسعه پیدا کرد.
تا سال ۱۳۴۴ ش طبق قانون، تعلیمات ابتدائی اجباری شش سال تعیین شده بود. از سال تحصیلی ۱۳۴۵–۱۳۴۶ طبق طرح اصلاح نظام آموزش و پرورش ایران (نظام جدید)، تعلیمات عمومی کشور در دو مرحلهٔ ابتدائی و راهنمائی تحصیلی مطرح شد و دورهٔ ابتدائی به‌عنوان اولین مرحلهٔ تعلیمات عمومی شامل پنج سال اعلام گردید.
در اردیبهشت ۱۳۵۰ قانونی با عنوان قانون اصلاح قانون آموزش و پرورش عمومی و اجباری و مجانی به‌تصویب رسید.
در این قانون آمده است:
دورهٔ تعلیمات عمومی و اجباری کشور در دو مرحله اجراء می‌شود که مرحلهٔ اول آن دورهٔ پنج‌سالهٔ ابتدائی و مرحلهٔ دوم آن دورهٔ سه سالهٔ راهنمائی تحصیلی است. وزارت آموزش و پرورش مکلف است پس از اجراء مرحلهٔ اول در سراسر کشور، اجراء مرحلهٔ دوم را در هر نقطه که موجبات آن فراهم باشد، اعلام نماید؛ بنابراین با تصویب این ماده واحده قسمتی از مادهٔ ۲ قانون تعلیمات اجباری مصوب ۱۳۲۲ لغو گردید و دورهٔ ابتدائی از شش سال به پنج سال با عنوان مرحلهٔ اول تعلیمات عمومی تغییر یافت.
همچنین مطابق اصل ۳۰ قانون اساسی جمهوری اسلامی ایران، دولت موظف است وسایل آموزش و پرورش رایگان را برای همهٔ ملت تا پایان دورهٔ متوسطه فراهم سازد و وسایل تحصیلات عالی را تا سرحد خودکفائی کشور به‌طور رایگان گسترش دهد.
ودر سال۱۳۹۰قانون جدیدی تصویب شد که دورهٔ ابتدایی از۶ سال تشکیل شودو دوره‌های تحصیلی به ترتیب ۶ ۳و۳ ساله شدند. این قانون سال ۱۳۹۱ اجرا شد.

## آمار کمی و کیفی
بررسی روند رشد کمی دانش‌آموزان مدارس ابتدائی نشان می‌دهد که این دوره تا سال ۱۳۷۰ همواره از رشد زیادی برخوردار بوده است.
طبق آمار رسمی وزارت آموزش و پرورش ایران در سال ۱۲۹۷ ش تعداد ۲۴ هزار و ۳۳ دانش آموز در ۴۵ دبستان و در سال ۱۳۳۱ تعداد ۷۳ هزار و ۷۹۳ دانش آموز در ۵ هزار و ۶۷۵ دبستان مشغول تحصیل بوده‌اند.
در سال تحصیلی ۱۳۷۶–۱۳۷۷ این رقم به ۸ میلیون و ۹۳۸ هزار و ۲۳۷ نفر رسیده است که ۸۱/۵۲ درصد آن‌ها پسر و ۱۹/۴۷ درصد دختر بودهاند. این تعداد در ۶۲ هزار و ۶۵۹ باب مدرسه دولتی و غیرانتفاعی تحصیل کردهاند. تعداد دانش آموزان ابتدائی در سال تحصیلی ۷۵–۷۶ حدود ۹ میلیون و ۲۰۰ هزار نفر بوده است. در سال تحصیلی ۱۳۷۶–۱۳۷۷ کمتر از ۵۰ درصد دانش آموزان کشور در دورهٔ ابتدائی بودهاند. در این سال حدود ۳۹۵ هزار کارمند رسمی و پیمانی در این دوره شاغل بودهاند که ۱۱/۴۷ درصد آن‌ها مرد و ۸۹/۵۲ درصد زن بوده است. از تعداد ۳۰۲ هزار معلم دورهٔ ابتدائی ۳۵/۵۸ درصد دیپلم، ۱۵/۳۲ درصد فوق دیپلم و ۱۴/۶ درصد لیسانس و بالاتر و ۳۶/۳ درصد کمتر از دیپلم بودهاند.
در سال تحصیلی ۷۶–۷۷ از ۸ میلیون و ۹۳۸ هزار و ۲۳۷ نفر ۸۱/۵۲ درصد پسر و ۱۹/۴۷ درصد دختر بوده‌اند.
در سال تحصیلی ۱۳۷۶–۱۳۷۷ از ۸ میلیون و ۹۳۸ هزار و ۲۳۷ دانش آموز ابتدائی، ۵ میلیون و ۲۱۹ هزار و ۵۷۸ نفر در مناطق شهری (۴۰/۵۸ درصد) و بقیه در مناطق روستائی مشغول به تحصیل بوده‌اند.
از پیشرفت‌های سیستم آموزش و پرورش می‌توان به اینترنتی شدن سیستم ثبت نام، چیدمان کلاس‌ها، و ثبت نمرات به‌صورت یکپارچه اشاره کرد که تمامی این امور در سامانه سناد ابتدایی آموزش و پرورش انجام می‌پذیرد.

## دوره‌های آموزشی
نخستین مرحله، پایهٔ اول است البته قبل از پایهٔ اول به دلخواه بعضی به دورهٔ پیش دبستانی می‌روند. پس از پایهٔ اول، پایهٔ دوم آغاز می‌شود. در پایهٔ سوم دانش آموزان در درس قرآن مهارت پیدا می‌کنند. پایهٔ چهارم، دورهٔ پایه است که مسائل ریاضی به سطح بالاتری ارتقا میابد. در پایهٔ پنجم دانش آموزان، فارسی را به خوبی می‌آموزند و به پایهٔ ششم وارد می‌شوند. این پایه نو تأسیس است و دارای کتب بروز تر است و بحث آرایه‌ها پررنگ تر می‌شوند و بر مسئله اخلاق تأکید دارد.

## آموزش در پایهٔ اول

### آموزش ابتدایی
یکی از رشته‌های تحصیلی از شاخه علوم تربیتی است که به موضوع آموزش و پرورش کودکان هفت تا دوازده سال در دوره ابتدایی می‌پردازد. این رشته در دانشگاه خصوصاً در مراکز تربیت معلم تدریس می‌شود. فارغ‌التحصیلان این رشته در مقطع ابتدایی به کار گرفته می‌شوند.

### دوره آمادگی
در اصطلاح آموزش و پرورش ایران به یک ماه اول سال اول ابتدایی (مهرماه) دورهٔ آمادگی (با پیش‌دبستان اشتباه نشود) می‌گویند. این دوره با توجه به روش خاص آموزش زبان فارسی، مرحلهٔ مهمی در فرایند زبان آموزی است. در طی این دوره دانش آموزان صداهای زبان فارسی را یادگرفته و با محیط مدرسه آشنا می‌شوند.

#### فعالیت‌های زبان آموزی
آموزش زبان یا زبان آموزی از دو بخش تشکیل شده که عبارتند از: صدا آموزی و حرف آموزی یا آموزش نوشتن. صدا آموزی پایهٔ اصلی روش تدریس زبان فارسی است و زمان آن معمولاً در مهرماه سال اول تحصیل یا پایهٔ اول ابتدایی است.

#### وسایل آموزشی دورهٔ آمادگی
- لوحه‌های آموزشی

از وسایل لازم جهت آموزش در این دوره، لوحه‌ها ی آموزشی هستند که هرکدام حاوی تصاویری از اشیا، موجودات، وسایل و نیز پدیده‌های طبیعی مانند باران، طلوع و غروب خورشید، فعالیت‌های روزانهٔ افراد چون مسواک زدن، شستن دست و صورت، لباس پوشیدن و…، می‌باشند. برخی از لوحه‌ها هم در اصل داستانی در قالب تصاویر هستند. در بخش پایین لوحه‌ها زیرنویسهایی در نظرگرفته شده تا شاگردان با انجام آن‌ها به شکل غیرمستقیم نحوهٔ نوشتن شکل حروف را یاد بگیرند. آموزگار با این پیش‌فرض که تصاویر برای همهٔ یادگیرندگان آشنا بوده و آن‌ها را می‌شناسند، فعالیت‌های آموزشی را آغاز می‌کند.
- کتاب درسی فارسی پایهٔ اول

دیگر وسیلهٔ آموزشی، کتاب درسی فارسی پایهٔ اول ابتدایی است که تصویر این لوحه‌ها عیناً و به همان ترتیب، در این کتاب درسی نیز چاپ شده است.

#### فعالیت‌های آموزشی
دانش آموزان به تدریج و با راهنمایی آموزگار هر تصویر را نام برده، یا داستان لوحه را بیان کرده و درقالب کلمات معنی دار، با صداهای زبان فارسی کاملاً آشنا می‌شوند. در این مدت شاگردان با مدرسه خوگرفته، به حرف زدن در جمع عادت کرده، اشکالات تلفظی آن‌ها مشخص شده و آموزگار شناخت بیشتری از آنان به دست می‌آورد. نوآموزان با انجام زیرنویس‌های لوحه‌ها، برای دورهٔ حرف آموزی - نوشتن حروف- آماده می‌شوند.

### مهارت‌های مهم در یادگیری زبان
از لوحهٔ شمارهٔ هفت به بعد آموزش بخش کردن و سپس صداکشیدن کلمات آغاز می‌شود تا یادگیرندگان، این دو مهارت مهم را که پایه و اساس روش خاص آموزش زبان فارسی در پایهٔ اول ابتدایی هستند، کسب کنند.

### ملاک پایان دورهٔ آمادگی
زمانی می‌توان گفت دورهٔ آمادگی با موفقیت به پایان رسیده که دو توانایی در شاگرد به وجود آمده باشد. اول این که هرگاه واژه‌ای را به شاگرد ارائه دهیم بتواند آن را به راحتی بخش کرده، صداهای هر بخش و در نهایت تمام کلمه را به تفکیک بیان کند و دوم اگر صداهای واژه‌ای را بیان کنیم، دانش آموز آن واژه را شناخته و بر زبان آورد.
تجربه نشان داده اگر این دورهٔ آموزش با موفقیت به انجام برسد، دانش آموزان در یادگیری زبان فارسی در حد اهداف آموزشی دورهٔ ابتدایی کاملاً موفق خواهند بود.

## حرف آموزی
بقیهٔ سال تحصیلی به آموزش حرف آموزی یا آموزش نوشتن اختصاص دارد.
در کلاس دانش آموزان به همراه داشتن نقاله، گونیا، خط‌کش، پرگار، مداد یا اتود، پاک کن و خودکار (آبی-مشکی-قرمز)

## وسایل آموزشی
وسایل آموزشی جهت دورهٔ حرف آموزی کتاب فارسی مخصوص پایهٔ اول ابتدایی، جدول حروف الفبا و تابلو کلاس که خط‌کشی شده است.

### کتاب درسی فارسی
کتاب درسی فارسی که اکنون از دو کتاب فارسی و کار فارسی) نگارش فارسی) تشکیل می‌شود دیگر وسیلهٔ آموزشی، پایهٔ اول ابتدایی است که تصاویر لوحه‌های آموزشی عیناً و به همان ترتیب، در این کتاب درسی نیز چاپ شده است. در بخش بعدی کتاب، آموزش نوشتن حروف و نیز متون ساده‌ای برای تمرین خواندن، نوشتن و ارزشیابی از آموخته‌های شاگردان در نظر گرفته شده است. متن دروس کتاب با خط نسخ نوشته شده است.

### جدول حروف الفبا
جدول حروف الفبا از دیگر وسایل آموزشی است. پس از پایان تدریس و یادگیری هر حرف توسط دانش آموزان، شکل یا اشکال مختلف آن توسط معلم در جدول نوشته می‌شود. این جدول در جلو کلاس و کنار تابلو نصب شده و تا پایان سال باقی می‌ماند. جدول الفبا علاوه بر یادآوری شکل حروف به یادگیرندگان، پیشرفت تدریجی کلاس را نشان داده و با تکمیل آن شاگردان می‌فهمند که یادگیری حروف الفبا به پایان رسیده است.

### تابلو کلاس
در ابتدای سال تحصیلی و آغاز دوره ی آمادگی، آموزگار تابلو کلاس را با استفاده از رنگ یا ماژیک خط‌کشی می‌کند. این خطوط به آموزگار و دانش آموزان اجازه می‌دهد که تمرین زیرنویس لوحه‌ها و بعدها شکل حروف مختلف را به شکلی صحیح بنویسند.

## فعالیت‌های آموزشی دورهٔ حرف آموزی
پس از اتمام لوحه‌های آموزشی، آموزش نوشتن آغاز می‌گردد. آموزگار باید مطمئن باشد که دو مهارت بخش کردن و صداکشیدن را دانش آموزان به خوبی یادگرفته باشند و سپس دورهٔ حرف آموزی را آغاز کند.

### حرف آموزی یا یادگیری نوشتن
صداهای زبان فارسی به تدریج و در قالب کلماتی که کلمهٔ کلید نامگذاری شده آموزش داده شده و سپس نوشتن آن‌ها آموزش داده می‌شود. پس از آموزش هر حرف، شکل یا اشکال مختلف آن توسط آموزگار در جدول الفبا نوشته می‌شود.
در این جدول صامتها بارنگ آبی، مصوتها با رنگ قرمز و سایر علائم با رنگ سبز نوشته می‌شوند.

#### کلمهٔ کلید
کلمه‌ای که صدای جدید در قالب آن آموزش داده می‌شود کلمهٔ کلید نامیده می‌شود. کلمهٔ کلید دارای مشخصاتی به این شرح است: اسم ذات باشد. برای دانش آموزان شناخته شده باشد. حتی الامکان یک بخشی باشد. صدای جدید اگر مصوت است ابتدا در اول کلمه و اگر صامت است ابتدا در آخر کلمهٔ کلید آمده باشد.